# ماتئوس داربینیان
ماتئوس داربینیان (ارمنی: Մաթևոս Դարբինյան؛ زادهٔ ۱۴ ژوئیهٔ ۱۸۸۹ - درگذشته ۱۹ سپتامبر ۱۹۳۷)، رمان‌نویس، نمایشنامه‌نویس اهل ارمنستان بود.

## زندگی‌نامه
وی در ۱۴ ژوئیهٔ ۱۸۸۹ در روستای تووز (شهر) در منطقه شامشادیان (اکنون) به دنیا آمد تحصیلات ابتدایی را در روستای زادگاهش فراگرفت و در سال ۱۹۰۸ از مدرسه نرسیسیان در تفلیس فارغ‌التحصیل شد؛ و در مدارس ارمنی در قفقاز جنوبی تدریس نمود. در سال ۱۹۲۲ به همراه هاکوب هاکوبیان بخش ارمنی Association of Proletarian of Georgia را بنیانگذاری نمود. بین سال‌های ۱۹۳۰ تا ۱۹۳۲ ریاست بخش ارمنی پخش برنامه‌های رادیو تفلیس را برعهده داشت. داربینیان عضو اتحادیه نویسندگان شوروی نیز بود.  وی در ۱۹ سپتامبر ۱۹۳۷ در سن ۴۸ سالگی در جریان پاکسازی بزرگ دوره استالین کشته شد.